# Sase (Višegrad, BiH)
Sase su naseljeno mjesto u općini Višegrad, Republika Srpska, BiH.

## Stanovništvo
Nacionalni sastav stanovništva 1991. godine, bio je sljedeći:
| Narod       | Broj stanovnika |
| ----------- | --------------- |
| Srbi        | 54              |
| Muslimani   | 40              |
| Hrvati      | 4               |
| Jugoslaveni | 1               |
| Ukupno      | 99              |